# 로니 워커 4세

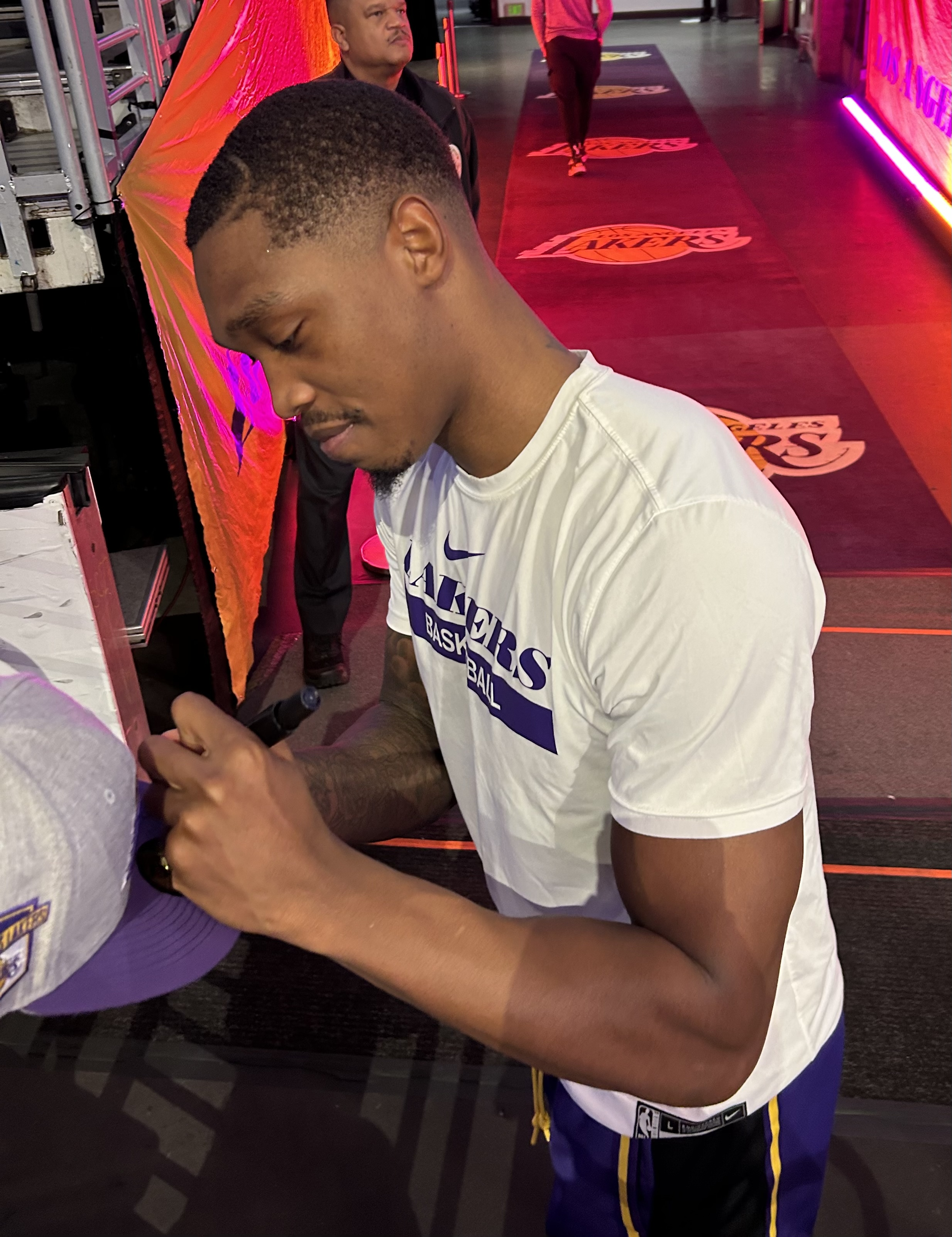

로니 워커 4세(Lonnie Walker IV, 1998년 12월 14일 ~ )는 전미 농구 협회(NBA)의 브루클린 네츠에서 마지막으로 뛰었던 미국 프로 농구 선수이다. 고등학교 때 미스터 벤실베이니아 배스킷볼로 지명되었고 맥도널드 올 아메리칸 영예를 얻었다. 워커는 마이애미 허리케인스에서 대학 농구를 했다.
애틀랜틱 코스트 콘퍼런스(ACC)에서 신입 선수 팀에 지명된 후, 2018 NBA 드래프트 1라운드 전체 18순위로 샌안토니오 스퍼스에 지명되었다. 로스앤젤레스 레이커스와 계약하기 전에 스퍼스에서 4시즌을 뛰었다.

## 프로 경력
- 샌안토니오 스퍼스(2018~2022)
- 로스앤젤레스 레이커스(2022~2023)
- 브루클린 네츠(2023~2024)